# Holografía táctil
La holografía es una técnica mediante la cual se crean imágenes de un objeto en dos o tres dimensiones. Para conseguirlas, se hace uso de un rayo láser que las proyecta de tal manera que estas simulen existir como un objeto físico tangible, aunque en realidad son intangibles. Debido a esta naturaleza, el holograma táctil emplea una técnica aún más compleja para simular que el objeto se puede tocar y ser manipulado. 
En la actualidad se realizan estudios y pruebas en laboratorios de distintas partes del mundo, sin embargo esta tecnología aún no se encuentra totalmente desarrollada y no tiene un uso comercial masivo. 

## Historia del holograma táctil
A lo largo de las últimas seis décadas, el concepto del holograma se ha ido popularizando gracias a sus implicaciones sociales y tecnológicas. En los 60 se generó por primera vez un holograma definido, que inspiraría en décadas posteriores diversas ideas para historias de ciencia ficción como La guerra de las galaxias, Back to the Future o Star Trek. 
De hecho, será principalmente alrededor de la industria del cine que la tecnología del holograma se ha ido desarrollando poco a poco desde los años 60 hasta la actualidad. Se han logrado avances como realidad aumentada por medio de imágenes holográficas, sellos de seguridad por medio de hologramas, representaciones de información pública y diversas transmisiones masivas, así como eventos musicales y deportivos. Por ejemplo en el año 2008 se usaron efectos holográficos para la ceremonia de inauguración de las olimpiadas celebradas en China y en el 2010 se llevó a cabo el primer concierto holográfico en Japón.
Lo que en un primer momento fue un avance dentro del campo de la óptica terminó convirtiéndose en ideas y expectativas creadas por el cine, que nos muestra los diversos usos que tendría esta técnica en la vida diaria, los medios de comunicación, el mundo laboral y en las actividades de ocio. Estos cambios son teóricamente posibles mediante el uso adecuado de los recursos tecnológicos y el desarrollo de diferentes técnicas como la del “Hand tracking” (seguimiento de manos) o la  “Airborne Ultrasound Tactile Display” (display táctil aéreo por medio de ultrasonido).

## “Hand tracking”
También llamado “seguimiento de manos”, es una técnica que permite ingresar coordenadas tridimensionales a una computadora mediante periféricos equipados con sensores infrarrojos. 
Esta técnica de reconocimiento de formas funciona a través de distintos sensores IR, que colocados estereoscópicamente pueden captar los diferentes movimientos en las 3 dimensiones del espacio. La computadora asigna unas coordenadas de tipo X-Y-Z a la lectura de los sensores, permitiendo saber la ubicación precisa de un punto en el espacio.
Cualquier objeto captado por los sensores puede ser interpretado por la computadora como un “obstáculo” o un cuerpo con el cual la imagen holográfica interactuará por medio del “manejo de colisiones”, a partir de sentencias lógicas que definen el comportamiento del objeto (remontándonos de manera indirecta a la programación orientada a objetos).
Además, esto nos permite también dar información al dispositivo que proyecta las imágenes, con el fin de manipular o transformar los objetos holográficos y así cumplir uno de los retos de la holografía táctil.

## “Airborne Ultrasound Tactile Display”
En español, Display Táctil Aéreo por Ultrasonido.  Esta técnica es una de las posibles soluciones que se tienen pensadas para dar al usuario información táctil de lo que esta “tocando”, a fin de saber qué tipo de superficie o dimensión tiene el objeto que podemos observar, aunque este sea en realidad intangible.
Esta técnica funciona gracias a un dispositivo creado por la Universidad de Tokio en Japón. Se trata de un emisor de ondas de ultrasonido que han sido moduladas con el fin de generar la sensación de tacto, al ejercer una fuerza específica en un espacio determinado. Para que esto pueda llevarse a cabo, el dispositivo se ajusta a cierta distancia del objeto representado holográficamente con el fin de que las ondas de ultrasonido coincidan con la imagen, produciendo a partir de partículas de luz y ondas de sonido la ilusión de estar tocando un objeto real.
Además, esta técnica es el primer paso en la solución al problema de cómo enviar información al usuario que interactúe con imágenes holográficas, puesto que al ser táctil, el holograma se convierte en una herramienta con forma física que puede ser modificada de acuerdo a lo que se necesite. Esto ha supuesto alternativas de desarrollo para distintos aparatos electrónicos, que podrían sustituir objetos como teclados o ratones por imágenes holográficas táctiles.

## Posibles aplicaciones
•	Medios de comunicación: Televisión, anuncios publicitarios, películas, videollamadas, etc.
•	Medios de entretenimiento: Videojuegos, reproductores de diversas índoles, tabletas, etc.
•	De enseñanza y laborales: Pizarras virtuales, conferencias virtuales, diseños en 3 dimensiones, planificación de proyectos, etc.

## Ventajas
•	Interacción con imágenes intangibles de manera más natural.
•	Interfaces de uso más simples e intuitivas.
•	Uso de la realidad aumentada de manera más general y para más ámbitos cotidianos.

## Desventajas
•	Altos costos de producción.
•	Tecnología aún en desarrollo.
•	Faltan estudios sobre su impacto en distintas áreas del ser humano.